# Kindereisenbahn Kiew

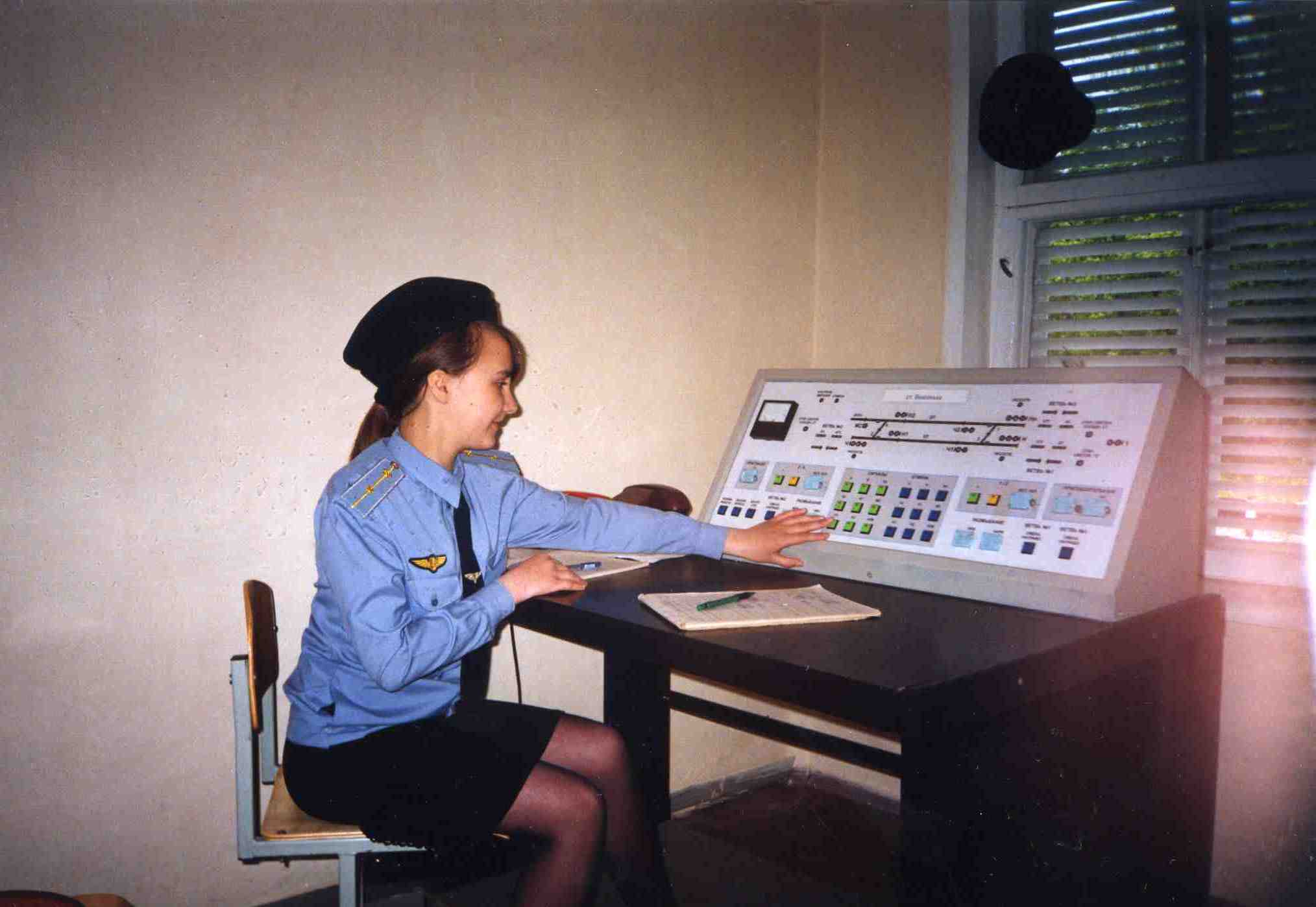
Eine Jugendliche im Dienst

Die Kindereisenbahn Kiew ist ein Beispiel für eine der vielen schmalspurigen Kinder- oder Parkeisenbahnen, die aus Pioniereisenbahnen der Sowjetunion und ihren Partnerstaaten entstanden. Die Bahn liegt im Syretski Park im Nordwesten der ukrainischen Hauptstadt.
| Dampflokomotive Gr-336 am 28. Juni 2009 |                     |       |       |
| Darstellung in Openrailwaymap.org Anfang Mai 2025 |                     |       |       |
| Streckenlänge: | 2,8 km              |       |       |
| Spurweite: | 750 mm (Schmalspur) |       |       |
| |                     |       |       |
| \| \| \| \| \| \| \| Woksal (Bahnhof) \| Depot \| Depot \| \| \| Viadukt \| \| \| \| \| \| \| \| \| \| \| \| \| \| \| \| \| \| \| \| Station Jablonka \| \| \| \| \| \| \| \| |                     |       |       |
| Strecke von links · Strecke quer · Strecke von rechts |                     |       |       |
| Dienststation / Betriebs- oder Güterbahnhof · Betriebs-/Güterbahnhof Streckenanfang · Strecke geradeaus                                                                       | Woksal (Bahnhof)    | Depot | Depot |
| Strecke · Strecke · Brücke | Viadukt             |       |       |
| Abzweig geradeaus und von links · Strecke nach rechts · Strecke geradeaus |                     |       |       |
| Abzweig geradeaus und nach links · Strecke von rechts · Strecke geradeaus |                     |       |       |
| Strecke · Strecke nach links · Abzweig geradeaus und von rechts |                     |       |       |
| Strecke · Dienststation / Betriebs- oder Güterbahnhof | Station Jablonka    |       |       |
| Strecke nach links · Strecke quer · Strecke nach rechts |                     |       |       |

In Kiew erfolgt der Betrieb - wie bei den meisten Kindereisenbahnen - durch interessierte Jugendliche und Kinder, die aber durch erwachsene Eisenbahner angelernt und unterstützt werden. Die Oberhoheit liegt bei der ukrainischen Südwestbahn.
Ein Ziel der Bahn ist es, junge Menschen an Eisenbahnerberufe heranzuführen.

## Geschichte
Die Strecke wurde am 2. April 1953 als Kleine Südwestbahn eröffnet. Damals betrug ihre Länge 1,9 km. An der Stelle des heutigen Bahnhofs "Wyschenka" befand sich der Bahnhof "Technitscheskaja". Der zweite Bahnhof war "Sportiwna", dessen Name Anfang der 1960er Jahre in "Jablonka" geändert wurde, sowie der letzte, stillgelegte Bahnhof "Pionierskaja". In den 1950er Jahren wurde ein Viadukt über eine Schlucht gebaut, der es ermöglichte, die Strecke zu verlängern und einen weiteren Bahnhof – "Komsomolskaja" – in Betrieb zu nehmen.
Ende der 1950er Jahre erhielt die Strecke die Diesellokomotive TU1-001 und einige Jahre später eine weitere TU2-021. Die hölzernen Personenwagen wurden durch Metallwagen der Fabrik Pafawag ersetzt. Ende der 1960er Jahre wurde der Abschnitt vom Viadukt bis zum Endbahnhof "Komsomolskaja" abgebaut und an seiner Stelle ein Krankenhaus errichtet. Im Zuge des Abbaus dieses Streckenabschnitts wurde der Viadukt mit dem Bahnhof Jablonka verbunden. So entstanden zwei Schleifen, eine kleine und eine große. Die gesamte Strecke wurde auf 2,8 km verkürzt.

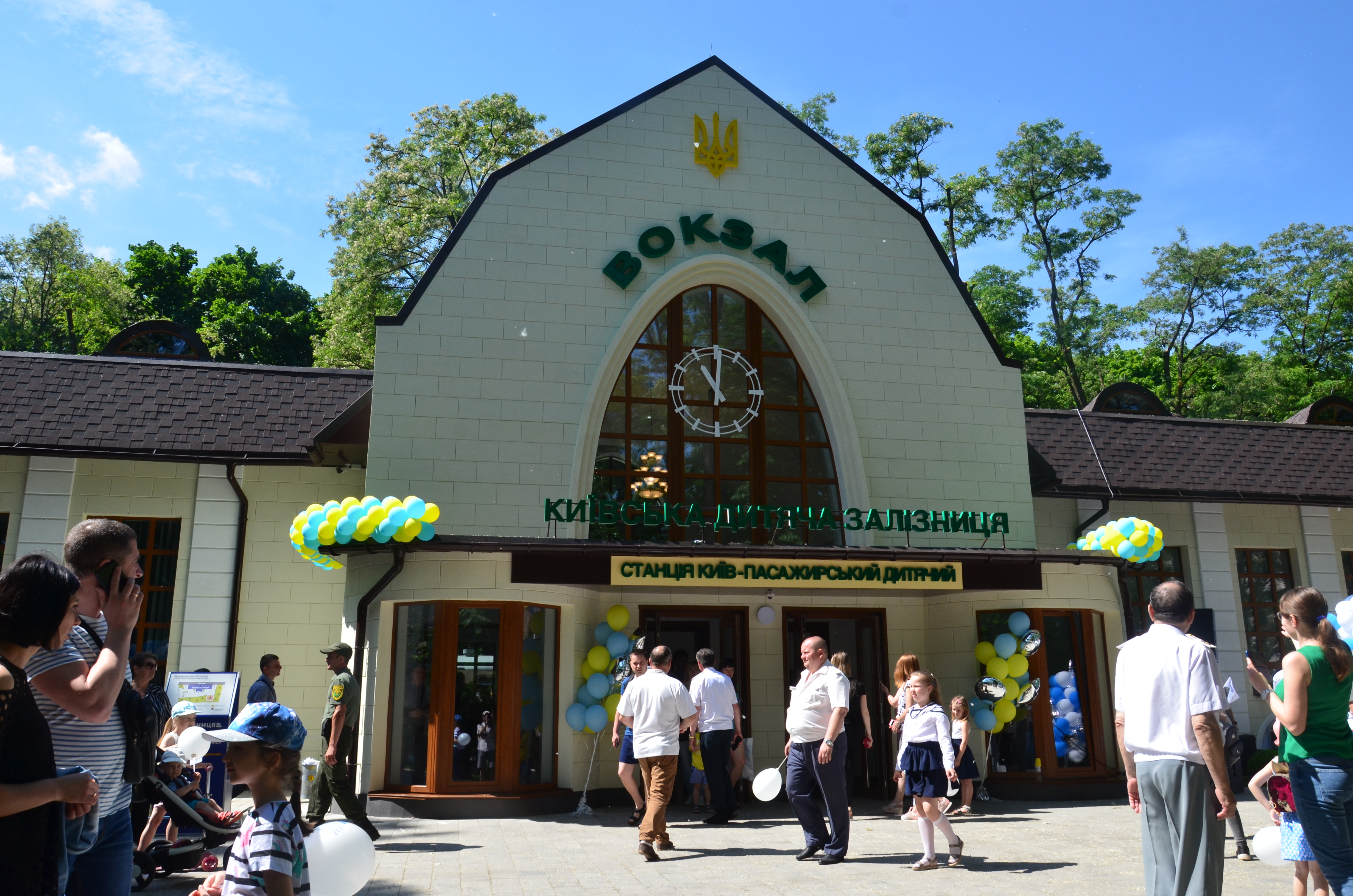
Bahnhofsgebäude der Kindereisenbahn

Mitte der 1980er Jahre begann die Modernisierung der Strecke. Es wurden 4 neue Wagen des Typs PW51 beschafft, die jedoch aufgrund ihres geringeren Komforts – im Vergleich zu den Pafawag-Wagen – nicht lange im Einsatz waren.
1986 wurde der Betrieb auf der kleinen Schleife eingestellt. Seitdem wurde sie nur noch für Rangierfahrten genutzt. 
1991 trafen zwei Lokomotiven der Baureihe TU7A: TU7A-3192 und TU7A-3197 ein. 1992 wurde die Lokomotive TU1-001 außer Dienst gestellt.

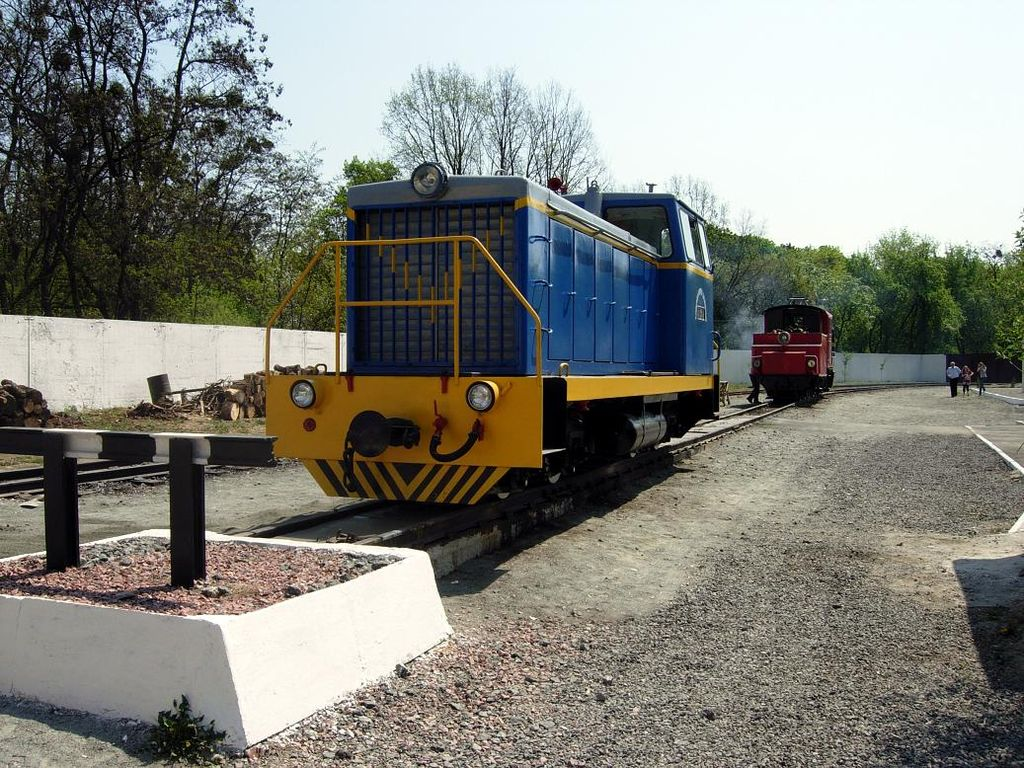
Lokomotive TU7A

Mit dem Zerfall der Sowjetunion brachen für die Eisenbahn schwierige Zeiten an. Ihr drohte die vollständige Schließung mangels Finanzierung.
Am 31. Dezember 1998 brach im Bahnhof "Pionierskaja" ein Brand aus, bei dem das hölzerne Empfangsgebäude aus den 1950er Jahren  niederbrannte. 1999 wurde der Bahnhof "Jablonka" abgerissen und die  Lokomotive TU1-001 verschrottet. Im Winter 1999/2000 demontierten Metalldiebe die Lokomotive TU2-021.
2001 gelang es, die Lokomotive TU2-021 wieder aufzubauen, und zusätzlich schenkte das Bahnbetriebswerk Darnyzja eine weitere Lokomotive TU2-165, die als Reserve diente. Im selben Jahr wurde vor Saisonbeginn der Bahnhof "Jablonka" wieder aufgebaut und in der Nähe des Bahnhofs "Technitscheskaja", dessen Name in "Wyschenka" geändert wurde, eine Lokomotivwerkstatt errichtet.
2002 wurde der Betrieb auf der kleinen Schleife wieder aufgenommen. Im Jahr 2005 wurde vor Saisonbeginn die Lokomotive TU2-021 verschrottet. Im Mai 2005 kehrte die Dampflokomotive Gr-336 nach einer Generalüberholung zurück. Sie verkehrt derzeit gelegentlich an Feiertagen, wird aber nicht von Kindern bedient. 2006 wurde die Lokomotive TU2-165 nach Hajworon gebracht.
Die Bahn wurde auch während des Russisch-Ukrainischen Krieges betrieben. Auch 2025 wurde die Betriebsaufnahme medial kommuniziert.

## Fahrzeuge

### Aktuell
- Dampflokomotive Gr-336 (gebaut bei Lokomotivbau Karl Marx Babelsberg im Jahr 1951)[2][3]
- Diesellokomotive TU7A-3192, TU7A-3197
- 3 Personenwagen mit 36 Sitzplätzen des Typs 3Aw von Pafawag

### Ehemalige Fahrzeuge
- Diesellokomotive TU1-001
- Diesellokomotive TU2-021, TU2-165
- 6 hölzerne Personenwagenbei
- 4 Personenwagen des Typs PW51

## Strecke
Die Strecke hatte ursprünglich eine doppelte Kehrschleifenform und erscheint so auch noch bei openrailwaymap.org.

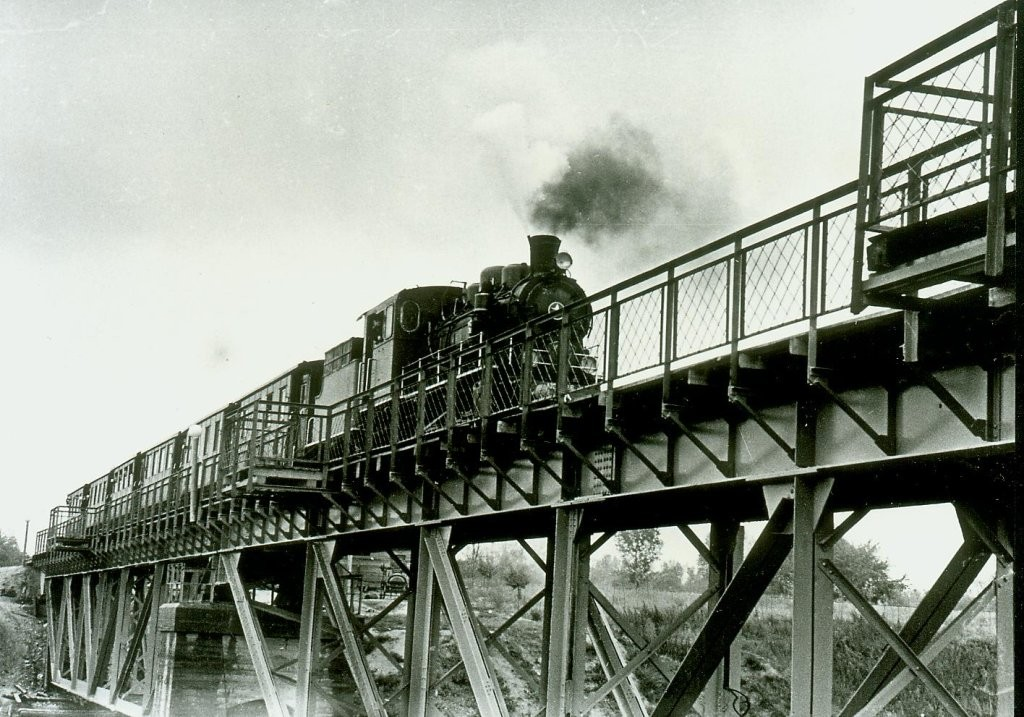
Viadukt mit Dampfzug, bestehend aus Zweiachsern

Als Besonderheit wurde ein Viadukt mit 19,6 Meter Höhe und 100 Meter Länge erbaut